# Dataismo
Dataismo è un termine che è stato usato per descrivere la mentalità o la filosofia creata dal significato emergente dei Big data. È stato utilizzato per la prima volta da David Brooks sul New York Times nel 2013.  Più recentemente, il termine è stato ampliato per descrivere ciò che lo scienziato sociale Yuval Noah Harari ha chiamato un'ideologia emergente o addirittura una nuova forma di religione, in cui " flusso di informazioni" è il "valore supremo".

## Storia
"Se mi chiedessi di descrivere la filosofia nascente del momento, direi che è il data-ismo", ha scritto David Brooks sul New York Times nel febbraio 2013.  Brooks ha sostenuto che in un mondo di crescente complessità, fare affidamento sui dati potrebbe ridurre i pregiudizi cognitivi e "illuminare modelli di comportamento che non abbiamo ancora notato". 
Nel 2015, il libro di Steve Lohr Data-ism ha esaminato come i Big Data stanno trasformando la società, usando il termine per descrivere la rivoluzione dei Big Data. 
Nel suo libro del 2016 Homo Deus: A Brief History of Tomorrow , Yuval Noah Harari sostiene che tutte le strutture politiche o sociali in competizione possono essere viste come sistemi di elaborazione dati: "Il dataismo dichiara che l'universo è costituito da flussi di dati e il valore di qualsiasi fenomeno o l'entità è determinata dal suo contributo all'elaborazione dei dati" e "possiamo interpretare l'intera specie umana come un unico sistema di elaborazione dei dati, con i singoli esseri umani che fungono da suoi chip". Secondo Harari, un dataista dovrebbe voler "massimizzare il flusso di dati collegandosi a un numero sempre maggiore di media". Harari prevede che la conclusione logica di questo processo è che alla fine gli umani daranno agli algoritmi l'autorità per prendere le decisioni più importanti della loro vita, come chi sposare e quale carriera intraprendere. Harari sostiene che Aaron Swartz potrebbe essere definito il "primo martire" del dataismo.

## Critica
Commentando la caratterizzazione del dataismo da parte di Harari, l'analista della sicurezza Daniel Miessler ritiene che il dataismo non rappresenti la sfida all'ideologia dell'umanesimo liberale che Harari sostiene, perché gli esseri umani saranno contemporaneamente in grado di credere nella propria importanza e in quella dei dati. 
Lo stesso Harari solleva alcune critiche, come il problema della coscienza, che difficilmente il dataismo illumina. Gli esseri umani possono anche scoprire che gli organismi non sono algoritmi, suggerisce. Il dataismo implica che tutti i dati siano pubblici, finanche i dati personali, per far funzionare il sistema nel suo insieme, il che è un fattore che già oggi mostra resistenza. 
Altri analisti come Terry Ortleib hanno esaminato la misura in cui il dataismo rappresenta una minaccia distopica per l'umanità. 
Lo scandalo dei dati di Facebook-Cambridge Analytica ha mostrato come i leader politici hanno manipolato i dati degli utenti di Facebook per creare profili psicologici specifici che hanno poi manipolato la rete. Un team di analisti di dati ha riprodotto la tecnologia AI sviluppata da Cambridge Analytica attorno ai dati di Facebook ed è stato in grado di definire le seguenti regole: 10 mi piace consentono a una macchina di conoscere una persona come un collega, 70 mi piace come farebbe un amico, 150 mi piace come farebbe un genitore, 300 mi piace come farebbe un amante, e oltre potrebbe finanche essere possibile conoscere un popolo meglio di quanto conosca se stesso.